# Агнес фон Золмс-Браунфелс
Агнес фон Золмс-Браунфелс (на немски: Agnes von Solms-Braunfels; † 1415/1420) е графиня от Золмс-Браунфелс и чрез женитба графиня на Вирнебург.

## Биография
Тя е дъщеря на дъщеря на граф Ото I фон Золмс-Браунфелс († 1410) и третата му съпруга Агнес фон Фалкенщайн-Мюнценберг († 1409), дъщеря на Филип V фон Фалкенщайн-Боланден († 1365/1343) и Елизабет фон Ханау († 1389).
Нейните братя са Бернхард II фон Золмс-Браунфелс († 1459) и Йохан фон Золмс-Лих († 1457).

## Фамилия
Агнес фон Золмс-Браунфелс се омъжва на 30 септември 1398 г. за граф Рупрехт IV фон Вирнебург († пр. 5 май 1444). Тя е втората му съпруга. Те имат децата:
- Филип I (* ок. 1425; † 1443), 1424 граф на Вирнебург и Нойенар, ∞ на 4 юли 1419 г. за Катарина фон Зафенберг (* ок. 1410), наследничка, дъщеря на граф Вилхелм фон Зафенберг-Нойенар
- Рупрехт (V) († пр. 1444), замесен в аферата около Жана дес Армоаз
- Анна (* ок. 1410; † 1480), ∞ 1443 г. за граф Йохан II фон Марк-Аренберг и Седан († 1470), син на граф Еберхард II фон Марк-Аренберг (1410 – 1440)
- Геновева (* ок. 1420; † 18 април 1437), ∞ след 15 май 1429 г. за граф Хайнрих II фон Насау-Диленбург във Вианден (1414 – 1450), син на граф Енгелберт I фон Насау-Диленбург (1370 – 1442)
- Агнес, ∞ 1415 г. за Йохан II фон Родемахерн († 1415)